# Therme Vals

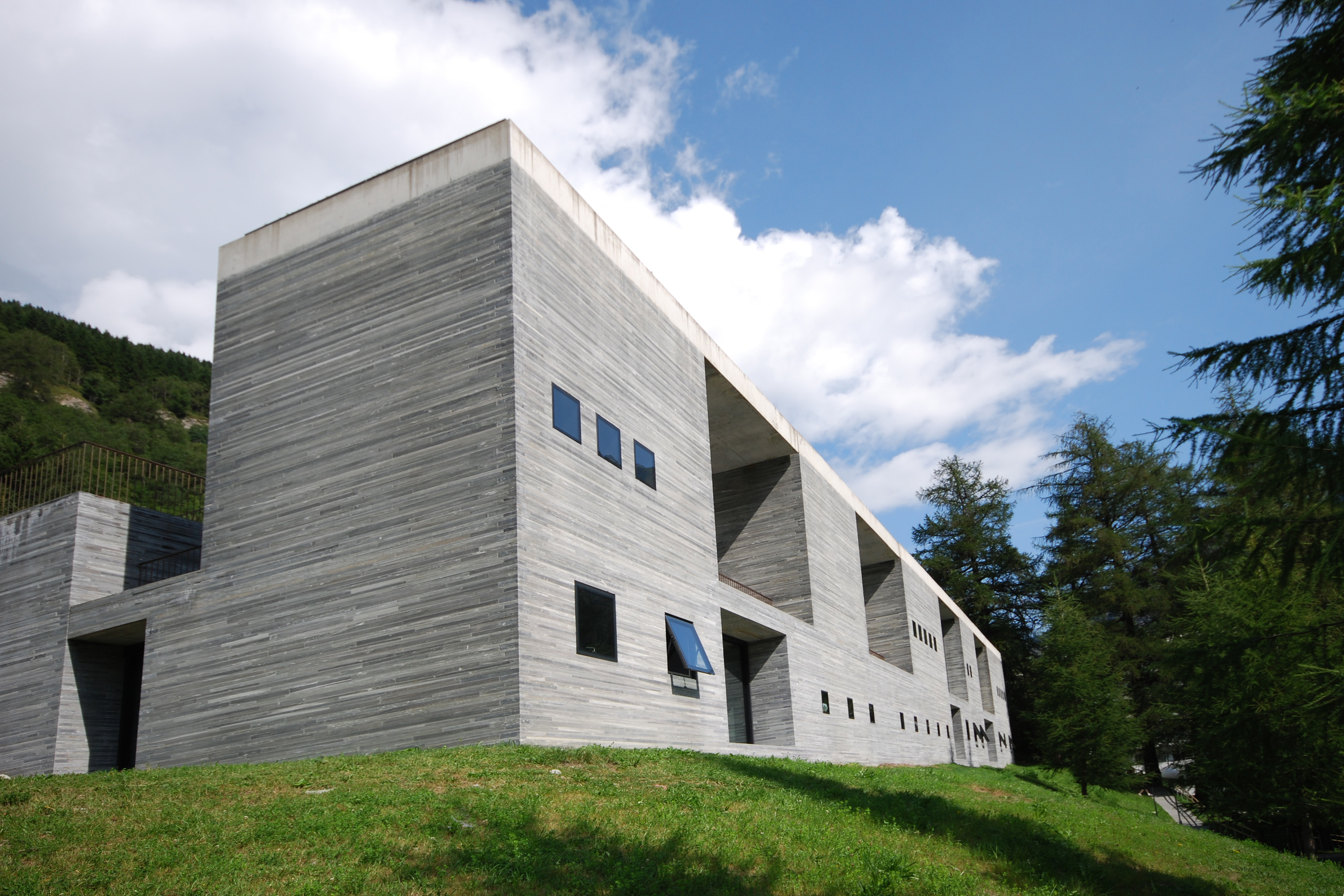
Die Frontfassade der 7132 Therme

Die Therme Vals (früher Felsentherme, neue Eigenbezeichnung 7132 Therme) ist ein Thermalbad in der Graubündner Gemeinde Vals, das vom Architekten Peter Zumthor entworfen und 1996 eröffnet wurde. Seit 1998 steht die Therme unter kantonalem Denkmalschutz.
Die Geschichte der Kuranlage ist verbunden mit der Geschichte des Valser Mineralwassers. Die Bewohner der Gemeinde tranken das Wasser schon seit der Entdeckung der Quelle als Heilmittel gegen Blasenkrankheiten. Während der Zeit des ersten Kurhauses mit Bad und Hotel von 1893 bis 1958 wurde das Wasser ebenfalls getrunken. Erst 1960 trennte man die Aufbereitung des Wassers als Mineralwasser vom eigentlichen Kurbetrieb als eigenständiges Unternehmen ab.
Die Therme befindet sich in einem Gebäudekomplex aus den 1960er Jahren, bestehend aus Hotelgebäuden und Wohnhäusern. Das Bad soll an einen Steinbruch erinnern, aus dem Quader herausgeschnitten wurden. Die verbleibenden Blöcke und die dazwischenliegenden Hohlräume bilden somit das Gebäude. Für die Ummantelung dieser Blöcke wurden 60.000 Steinplatten aus Valser Gneis mit je einem Meter Länge verbaut. Sie stammen aus dem nahegelegenen Steinbruch.
In der Anlage befinden sich diverse Bäder, wie beispielsweise ein Warmbad, ein Kaltbad, ein Blütenbad oder Dampfbäder. Der Architekt reduzierte das Badeerlebnis auf das Wesentliche und so finden sich in der Therme keine Erlebnisbadelemente wie Rutschen oder Sprudelbäder. Die Therme Vals wird von der St. Petersquelle gespeist, deren Wasser mit etwa 30 °C dem Boden entspringt. Für das Bad werden 350 Liter pro Minute verwendet. Die gefassten Quellen werden jeweils zur Hälfte von der Valser Mineralquellen AG und vom Bad genutzt.

## Betrieb
Die Therme bietet Platz für 150 Badegäste. Die Gäste des dazugehörigen Hotels haben jederzeit freien Zutritt. Die Bewohner von Vals können mit vergünstigten Konditionen in die Therme. Zu diesen Besuchern addieren sich die Tagesgäste, die vorher reserviert haben müssen. Die neue Badeanstalt wird heutzutage auch von jüngeren und weniger wohlhabenden Gästen besucht, die nicht wegen der angeblich heilenden Wirkung des Mineralwassers kommen, sondern sich nur entspannen und erholen wollen.
Der gesamte Gebäudekomplex der Therme gehört der 7132 AG des Churer Immobilien-Milliardärs Remo Stoffel.

## Geschichte

### Die vorhergehenden Badehäuser
Beim Bau der Therme im Jahr 1893 kam eine prähistorische Zisterne zum Vorschein. Da durch Vals der Valser Rhein fliesst, ist nicht sehr plausibel, dass sie zur reinen Trinkwassergewinnung angelegt wurde. Ob in ihr gebadet wurde, konnte nicht festgestellt werden. In der Zisterne wurden Knochen von Rind, Schwein, Ziege, Schaf und Pferd sowie einige Topfscherben aus der Bronzezeit gefunden. Möglich ist deshalb auch, dass sie als Opferstätte diente.

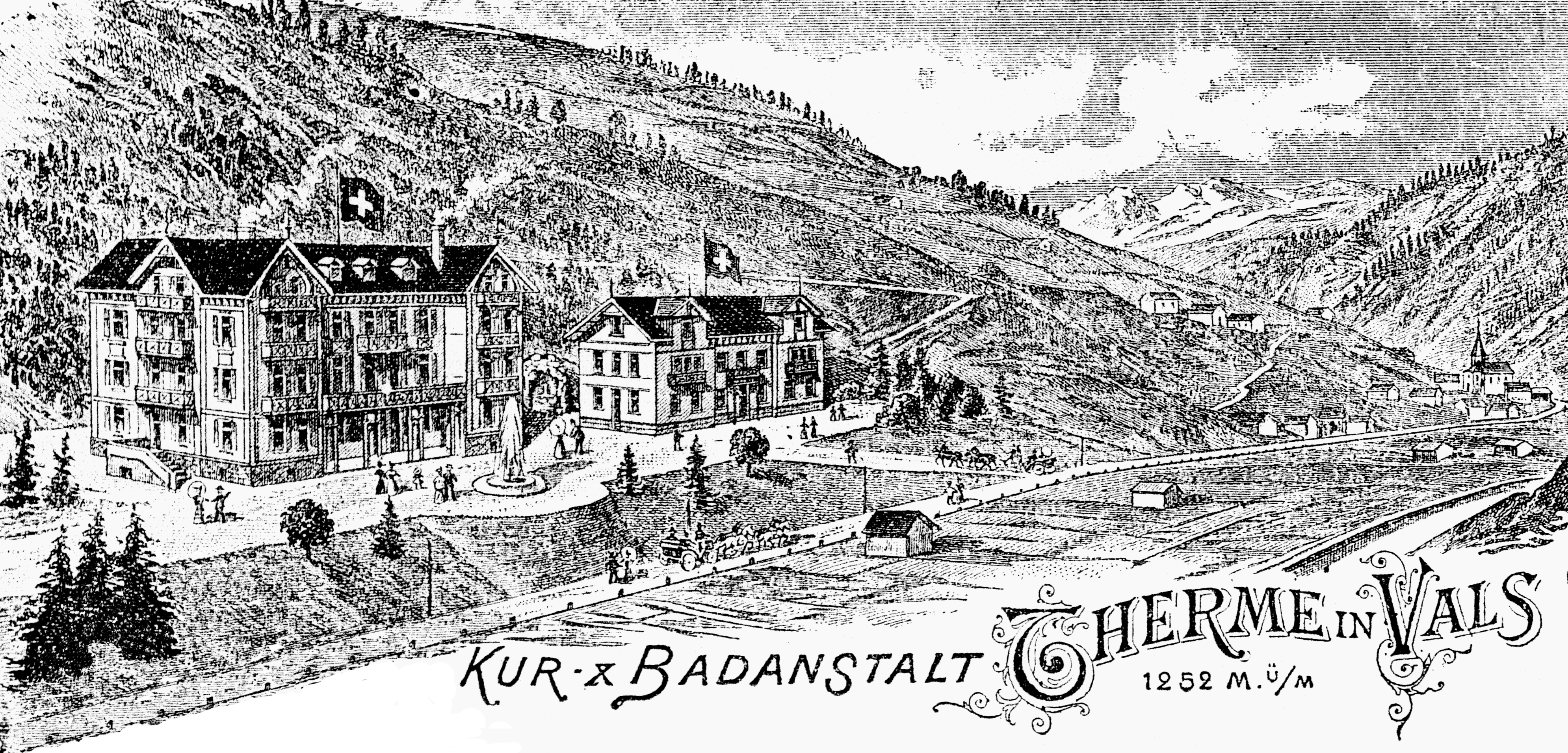
Das Kurhaus Therme als Zeichnung auf dem Titelblatt eines Werbeprospektes von 1893

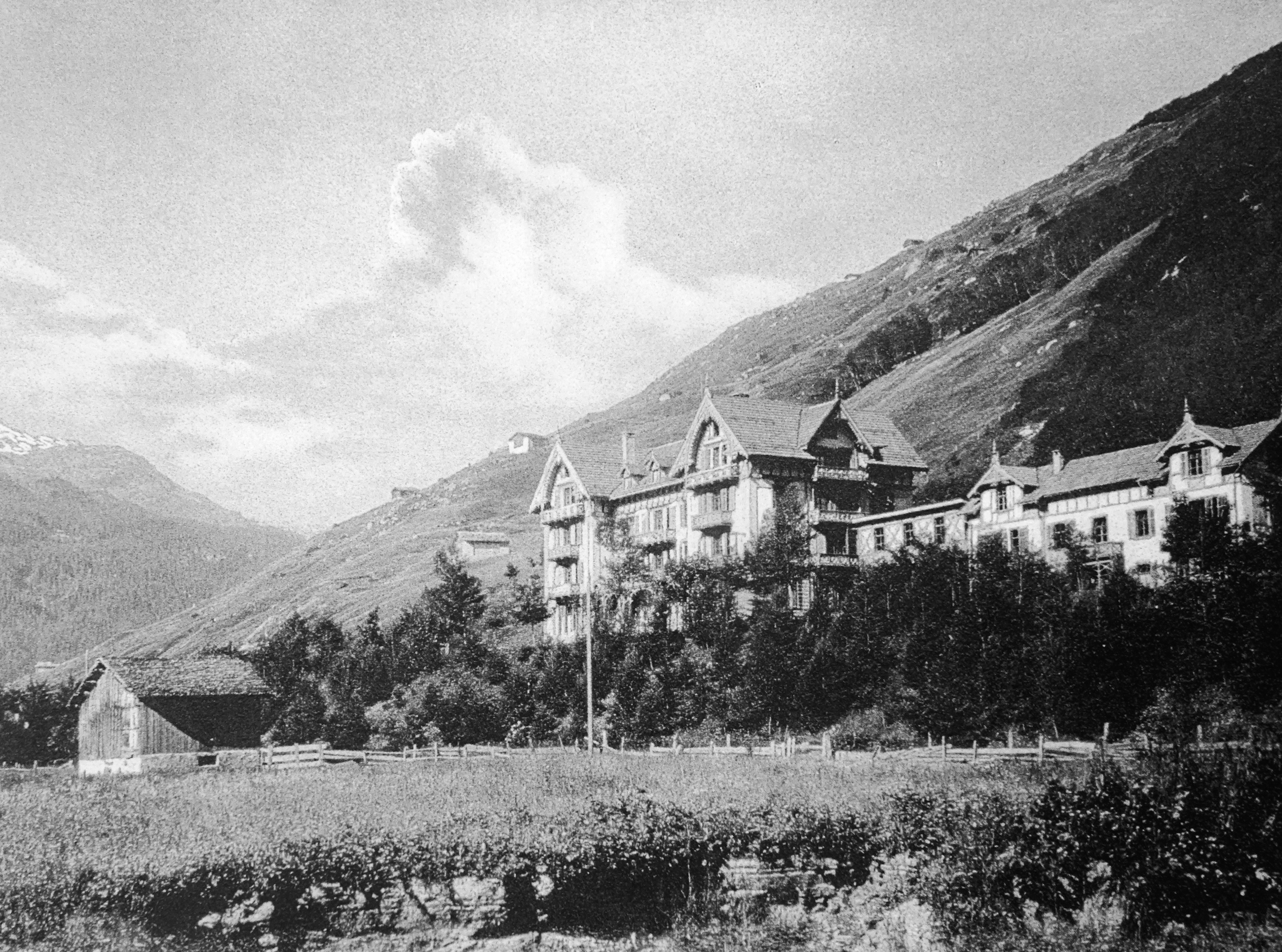
Um 1910

Die erste urkundliche Erwähnung der Valser Quelle stammt aus dem Jahr 1670. Weitere finden sich erst wieder 1851 und 1852, als das Nutzungsrecht an der Quelle den Besitzer wechselte. Schliesslich erhielt der frühere Valser Pfarrer von 1818 bis 1824 und spätere Bischof von Chur, Nicolaus Franciscus Florentini, die Nutzungsrechte der Quelle und liess 1854 einen «Badeturm» bauen. Er wurde Malakoff-Turm genannt und hatte ein 6 bis 8 Fuss breites und 12 Fuss tiefes gemauertes Quellbassin.
Im Jahr 1864 erstand der Hotelier Peter Jakob Berner aus Chur sämtliche Rechte an den Quellen, den bestehenden Gebäuden und dem Grundstück. Zwischen 1880 und dem Ersten Weltkrieg entdeckte die europäische Oberschicht die Bergregionen der Schweiz und machte den Bau einer Kuranlage mit Bad und Hotel ökonomisch attraktiv.
Am 16. März 1891 wurde die Aktiengesellschaft Therme in Vals gegründet. Die erste Badeanlage mit Hotel entstand 1893. Das neu gegründete Unternehmen warb nicht nur für die schöne Landschaft, die möglichen Wanderungen in der Gegend und für die hübschen Neubauten, sondern pries die heilsame Wirkung des Wassers bei Tuberkulose, Anämie, Skrofulose, Muskelschwund, Neuropathie, Atemwegserkrankungen, Gelenkschmerzen, Rheuma, Ischialgie und chronischen Exanthemen an.
Das Holz für den Bau musste wegen des eidgenössischen Walderhaltungsgesetzes in der Nachbargemeinde St. Martin beschafft werden; die Steine stammten dagegen von Vals. Das Hauptgebäude im Chaletstil stand auf einem Sockel aus Tuffsteinblöcken unterschiedlicher Farben. Der Tuffstein stammte aus den Ablagerungen der Thermalquelle selbst. Ebenso wurde Valser Gneis und weisser Marmor verbaut. 20 grössere und kleinere Holzbalkone und Logen ergänzten den Grundbau. Im Tiefparterre befanden sich die Küche und der Keller, im Erdgeschoss der arvenholzgetäfelte Speisesaal, ein Restaurant, ein Damensalon und die Büroräume. 22 Balkonzimmer und 18 dazwischen liegende Schlafzimmer verteilten sich auf die oberen drei Stockwerke und waren mit einer einfachen Möblierung ausgestattet.
Das 12 Meter seitwärts gelegene Badehaus war mit dem Hotelgebäude durch eine gedeckte Galerie verbunden. Es umfasste eine Waschküche, ein «Lingeriezimmer» sowie mehrere Badezellen und Duschzimmer. Pumpen beförderten das Wasser aus der 20 Meter vom Kurhaus gelegenen Quelle über eine Hochdruckleitung in die Hydranten und Springbrunnen und versorgten das Kurhotel und die Bäder mit Thermalwasser. Eine zusätzliche Wasserversorgung war nicht notwendig, da das Wasser der Mineralquelle gleichzeitig für die Spülung der Toiletten benutzt wurde. Die Bewohner von Vals konnten in einer für sie vorgesehenen Badestube das Badehaus besuchen. Angeblich wurde sie aber nur wenig benutzt und war stark verunreinigt. Ein offenes Schwimmbecken mit getrennten Ankleidezimmern für Männer, Frauen und Kinder war bei der Eröffnung erst in Planung.
Die Kuranlage hatte wenig Erfolg, und so ging sie bereits 1910 in Konkurs. 1913 kaufte der Valser Hotelier Philipp Anton Schnyder nach Auflösung der Aktiengesellschaft die Grundstücke und Nutzungsrechte. Er und sein Geschäftspartner Joseph Albin führten das Kurhaus als Direktoren und wollten ihm wieder zum Aufschwung verhelfen. Sie bewarben das Wasser als Jungbrunnen mit heilender Wirkung, ausserdem hoben sie die gute Küche des Hauses heraus. Der Erste Weltkrieg machte den beiden aber einen Strich durch die Rechnung, da der europäische Tourismus nachhaltig zusammenbrach. Schnyder kehrte bereits 1924 dem Unternehmen den Rücken; sein früherer Partner Albin verkaufte 1934 das Hotel. Der neue Eigentümer betrieb es dann zwei Jahre lang.
Der Operntenor Alfred Grüniger-Bodmer kaufte 1936 das Hotel Therme und liess das lange geplante Aussenschwimmbecken bauen. Er betrieb die Kuranlage bis 1952. Sein Nachfolger bewirtschaftete das Hotel und die Kuranlage zwei Jahre lang. Wegen dessen Zahlungsunfähigkeit fiel das Haus in den Besitz der Grundpfandgläubigerin Marie Melanie Bodmer. Das Hotel Therme wurde sechs Jahre später geschlossen.

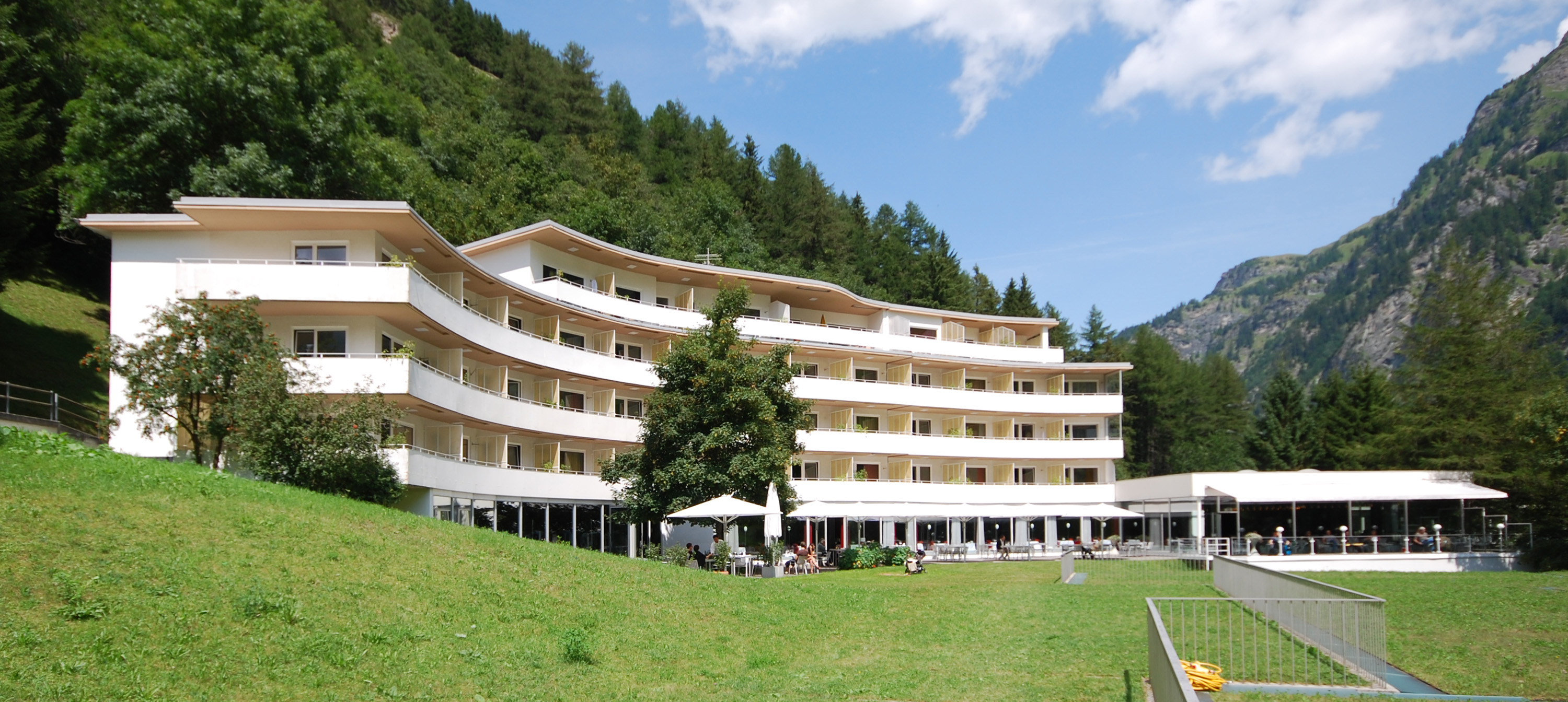
Hauptgebäude des Hotelkomplexes

1960 erstand der deutsche Unternehmer und Multimillionär Kurt Vorlop die Anlage. Er veranlasste, dass die alte Quellfassung neu gebohrt wurde und dass durch eine weitere Quellfassung neues Mineralwasser erschlossen werden konnte. Vorlop errichtete eine vom Badebetrieb getrennte Mineralwasserabfüllanlage (das heutige Valser), die er kurz darauf an eine Bierbrauerei verkaufte. Für die Kuranlage liess er eine neue Hotelinfrastruktur (Hotel Therme) und Wohnungskomplexe mit 345 relativ kleinen Appartements bauen und verkaufte sämtliche Einheiten mehrheitlich an Deutsche. Vorlop warb stark in der Bundesrepublik Deutschland, um die Zahl der Hotelzimmerbuchungen mit ausländischen Kurgästen zu steigern.
Kurt Vorlop verkaufte 1969 die Kuranlage an Ulrich B. Erpenbeck, einen Münchner Tourismusunternehmer. Einige Zeit nach der Übernahme musste er wegen unseriöser Geschäfte in Griechenland Konkurs anmelden, und so fiel das Unternehmen in die Hände der Schweizerischen Bankgesellschaft. Sie setzte einen Bankkaufmann ein, der das Unternehmen weiterführte, und kam acht Jahre lang für die entstandenen Defizite auf. Sie wollte die Anlage daraufhin abstossen, da sie überaltert war und nicht mehr gegen moderne Wellness-Plätze konkurrieren konnte, und machte deshalb Druck auf die Gemeinde, damit sie die Anlage kaufe und sich selber um die Zukunft der Therme und somit um den wichtigsten Wirtschaftszweig des Tourismus kümmere, der die Hälfte des Einkommens der Valser Einwohner ausmachte.

### Geschichte der Felsentherme
Die Gemeinde Vals erwarb die Anlage im Oktober 1983 von der Schweizerischen Bankgesellschaft nach schwierigen Verhandlungen für 2,8 Millionen Franken. Davon setzte sie 1,3 Millionen für die Deckung von Schulden ein. Den Rest verwendete sie für das Eigenkapital der gegründeten Aktiengesellschaft.
Da die Gemeinde Vals den Betrieb mit der bestehenden Anlage nicht weiterführen wollte, beauftragte sie eine etwa 20-köpfige Kommission für ein Neubauprojekt. Zu den Mitgliedern gehörten beispielsweise der Steinbruchbetreiber, der Revierförster, der Leiter des hiesigen Seilbahnunternehmens und ein Angestellter des Valserwasser-Abfüllunternehmens. Das Komitee hatte keine konkreten Vorstellungen über Form und Funktion des Gebäudes, sondern erteilte nur den Auftrag, dass die Therme genau auf den bisherigen Quellenfassungen zwischen den bestehenden Gebäuden aus den 1960er Jahren errichtet werden sollte und dass die Aussicht aus dem bestehenden Hotelkomplex nicht durch den Neubau beeinträchtigt werden durfte.
Die Kommission schrieb 1986 einen Projektwettbewerb für den Neubau aus, den der Architekt Peter Zumthor gewann. Sein Vorschlag sah ein neues Bad und ein neues Viersternehotel vor. In den späten 1980er Jahren musste er die Pläne komplett überarbeiten, da zahlreiche Wünsche und Anforderungen an den Betrieb und die Organisation noch berücksichtigt werden mussten. Dadurch erhöhten sich die geplanten Kosten auf 44 Millionen Franken und überstiegen die finanziellen Möglichkeiten der Gemeinde.
1990 erteilte Vals den Auftrag für ein eigenständiges Thermalbad (Solitär genannt) ohne zusätzliches Hotelgebäude. Diese Lösung kostete die Hälfte der ursprünglichen Summe von 22 Millionen Franken. Die Anpassungsarbeiten benötigten weitere 2,4 Millionen Franken. Die Gemeinde übernahm zwölf Millionen Franken und musste für zwei weitere Millionen bürgen. Für den Rest kamen der Bund, der Kanton, die Graubündner Kantonalbank, die Schweizerische Kreditanstalt und die Schweizerische Gesellschaft für Hotelkredit auf. Am 18. März 1994 stellte Peter Zumthor sein Projekt im Detail bei einer Gemeindeversammlung vor. Am 14. Dezember 1996 wurde die neue Therme mit einem grossen Volksfest und vielen prominenten Gästen eingeweiht.
Weil die Gemeinde die Therme sowie den zugehörigen Ausbau der Infrastruktur nicht mehr aufwenden konnte, suchte sie seit 2009 nach einem geeigneten Investor, der den Komplex übernehmen und ausbauen sollte. Im Rennen waren zunächst verschiedene lokale Interessenten. Am Ende setzte sich 2012 der Immobilienunternehmer Remo Stoffel mit überraschender Deutlichkeit beim Bürgerentscheid gegen die von Peter Zumthor geführte Interessengemeinschaft durch.
2022 erfolgt die Rückübereignung der Therme mittels Stiftung zum symbolischen Preis von einem Franken in die Hand der Gemeinde.

## Architektur der Therme

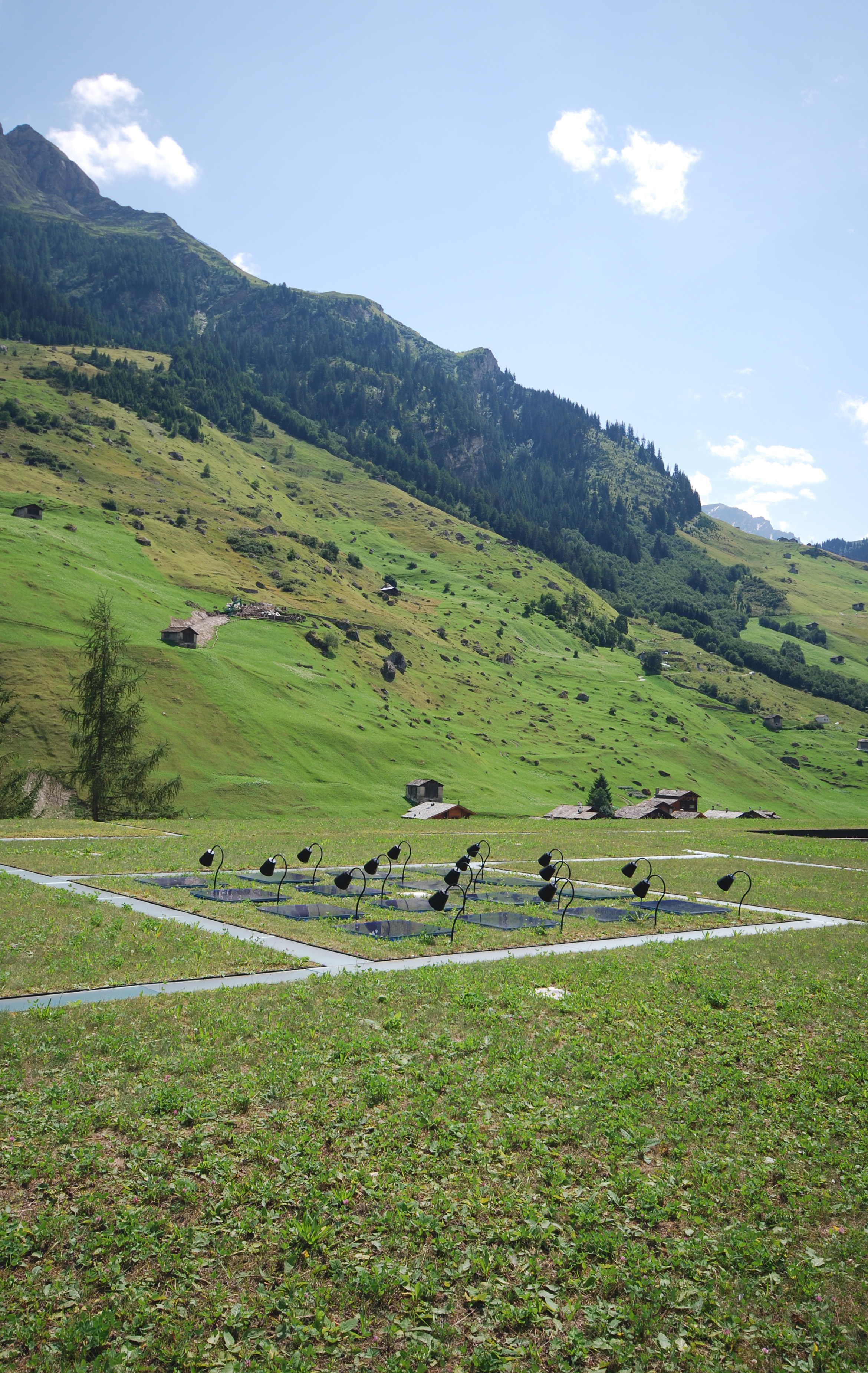
Das mit Gras bepflanzte Dach der Therme mit Glockenblumenlampen. Es integriert sich in die Umgebung und lässt sich nur aufgrund der geometrisch angeordneten Lichtfugen als künstliches Gebäude erkennen.

Der Architekt hatte den Auftrag, die Therme direkt am Ort der Quellfassungen zu bauen, und zwar innerhalb des Gebäudekomplexes aus den 1960er Jahren. Peter Zumthor entschied sich, nicht die bestehenden Häuser als Vorbild zu nehmen, sondern ein Gebäude zu entwerfen, das mit der Geologie und Topografie der Umgebung in Verbindung steht. So sollte der Neubau den Eindruck erwecken, als gehöre er schon viel länger in den Ort als die angrenzenden Gebäude. Peter Zumthor entwickelt für ein Bauprojekt stets ein «starkes Bild», das er als erste naive räumliche Vorstellung des Baues beschreibt und dann zu einer komplexen Architektur weiterentwickelt. Ausgehend von ersten Vorstellungen über römische, auch türkische Badekultur – Zumthor nennt das Rudas-Bad in Budapest von 1566 als Inspirationsquelle – entwickelte er für die Therme das Leitbild «Felsblöcke stehen im Wasser», die Vorstellung eines Steinbruchs, aus dem einzelne Blöcke herausgeschnitten wurden, so dass zwischen den übereinandergestapelten und herausgeschnittenen Blöcken Kavernen entstehen. Die Blöcke tragen tischplattenartige Dachpartien, die sich zu einem Dach fügen. Es vergingen drei Jahre, bis aus diesem Bild konkrete Architektur wurde. Das Gebäude erscheint heute wie ein poröser, ausgehöhlter Stein. Als weitere Vorbilder für die endgültige Architektur der Therme dienten schliesslich Formen, die sich in den Alpenregionen und im Speziellen rund um Vals finden lassen. Beispiele dafür sind die vielen Steinmäuerchen und Felsköpfe, aber auch zeitgenössische Ingenieurbauten der Alpen, Lawinenschutzgalerien und die begehbaren Hohlräume für die Wartung und die Kontrolle in der nahegelegenen Zervreila-Staumauer.
Die Therme ist durch einen unterirdischen Gang mit dem Hotelkomplex verbunden und nur durch ihn erreichbar. Sie steht auf einem rechteckigen Areal und ist ein Stück in den Berg eingelassen. Das Gebäude teilt sich auf in eine Badeebene oberhalb und eine Therapie- und Betriebsebene unterhalb. Die Blöcke, die jeweils eine horizontale Dachplatte tragen und aneinandergestellt die gesamte Therme zusammensetzen, sind jeweils durch Fugen in Boden und Decke voneinander getrennt. Diese Fugen sind einerseits statisch notwendige Bewegungselemente und ermöglichen anderseits durch den Einfall von Tageslicht das Lichtspiel in der Therme. Die mit Dachplatten erweiterten Blöcke bilden mittels ihrer Zwischenräume ein Raumkontinuum und gliedern sich um zwei unterschiedlich grosse Becken. Das Zentralbad befindet sich im Zentrum von Blöcken innerhalb der Gebäudehülle, die von den zurückgesetzt in die Höhlungen gestellten Glasfassaden abgeschlossen wird. Das grössere Aussenbad öffnet sich auf einer Terrasse zum Talschluss hin und auch zum Firmament. Der Besucher nimmt, nachdem er durch die Trinkhalle und die Umkleideräume das eigentliche Bad betreten hat, von einer dortigen Steingalerie einen Rundgang, den er je nach eigenen Vorlieben von Block zu Block begehen und so das Bad auf seine individuelle Art erleben kann. Zumthor spricht bei seinem Bad nicht von einem Erlebnisbad, womit er ein Bad mit vielen Röhren, Düsen und Rutschen assoziiert, sondern bezeichnet es selbst als «Erfahrungsbad». Andererseits wollte er nicht die Natur mit realistisch wirkenden Wasserfällen oder Grotten nachahmen, denn er glaubt, dass das Wesen der Natur nicht nachbildbar sei. Er wollte das Baden auf das Wesentliche reduzieren und so einfache Sinneseindrücke hinterlassen. So empfindet der Gast beispielsweise in je einem Block den Eindruck des heissen oder kalten Wassers auf der Haut, in einem anderen nimmt er das Geräusch von tropfendem Wasser wahr. Aufgrund der besonders aufgeladenen Stimmung, der vielschichtigen Architektur und der außergewöhnlich hochwertigen Ausführung wird das Gebäude in der Architekturtheorie häufig mit Sakralbauten verglichen.

### Konstruktion

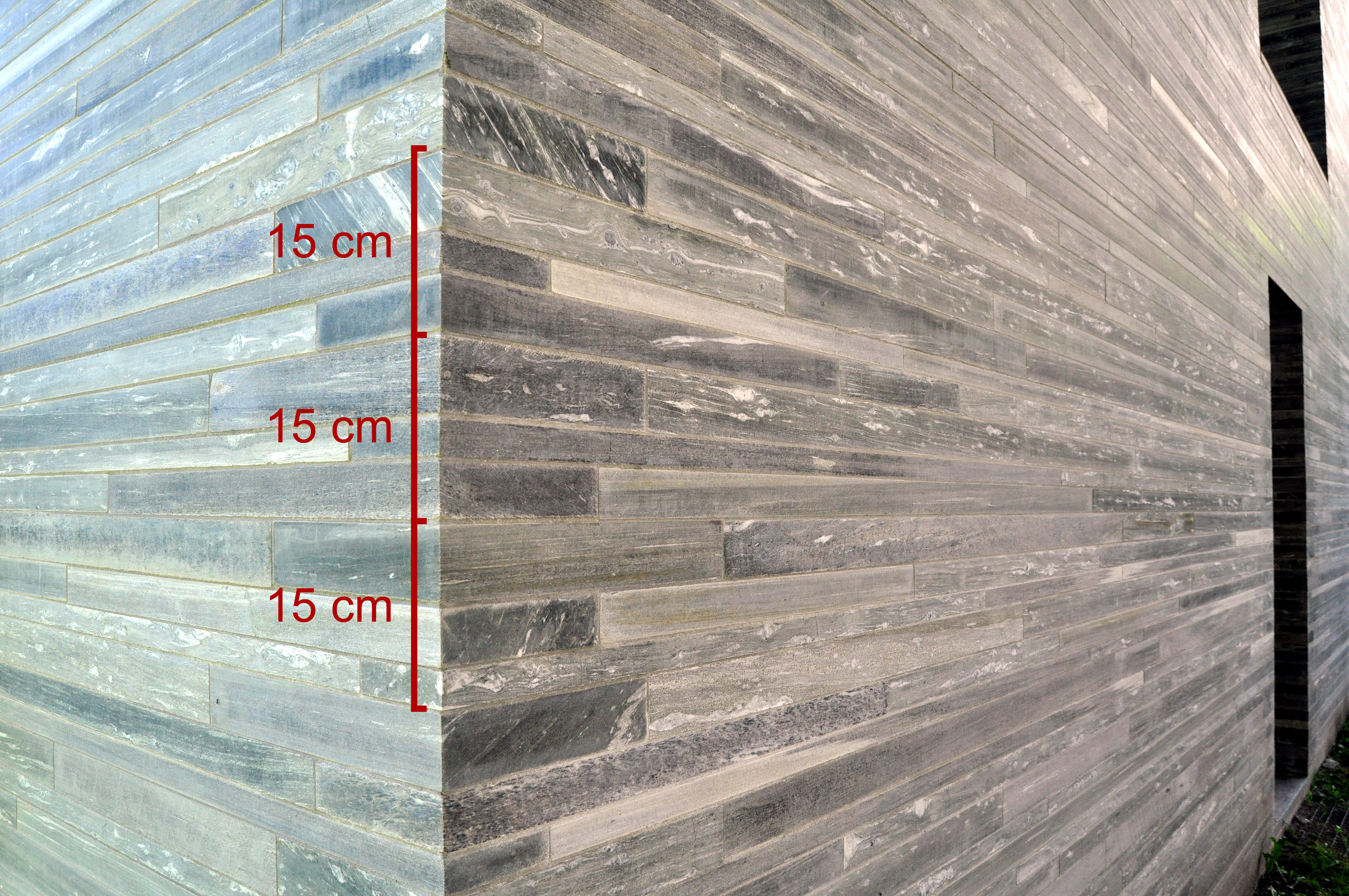
Therme Vals, Struktur des Gneises in der Fassade. Die Blöcke wurden mit 15 Zentimeter dicken Platten gebildet, die wiederum aus je drei Schichten unterschiedlich dicker Gneisplatten bestehen. Das ermöglichte eine einfache Konstruktion, obwohl die Anordnung für das Auge zufällig aussieht.

Fünfzehn Quader (Blöcke) von fünf Metern Höhe, die je eine drei bis fünf Meter breite und sechs bis acht Meter lange Grundfläche aufweisen, bilden die Therme. Die Quader bestehen zwiebelartig aus mehreren Schichten. Den Kern bildet ein «Betonhäuschen», das in einem einzigen Guss aus eingefärbtem Beton gefertigt wurde. Dann folgt eine Ummantelung aus extrudiertem Polystyrol-Hartschaum für die feuchtigkeitsresistente Wärmedämmung, und schliesslich wird der Block mit dem charakteristischen Verbundmauerwerk aus Valser Gneis abgeschlossen. Jeder Block trägt jeweils eine Dachpartie aus Beton, die an einigen Stellen bis zu sechs Meter auskragt. Da die darunterliegenden Blöcke kleiner sind als die Dachplatten, entstehen Zwischenräume, durch die das Bad begehbar wird. Die Blöcke bilden auch die Fassade des Gebäudes. Stahlkabel stabilisieren die überragenden Dachplatten aus Beton. Sie sind an Spannstangen innerhalb des Blockes befestigt, die die Spannung vertikal in den Boden ableiten. Die Kabel und Spannstangen auf dem Dach und in den Seitenwänden wurden schliesslich vollständig in Beton eingegossen. Die Dachpartien bilden ein komplettes Dach, ohne sich gegenseitig zu berühren; sie haben einen Abstand von ungefähr acht Zentimetern. Die dadurch entstandenen Lichtfugen sind mit Glas abgedeckt und werden im Winter beheizt, so dass selbst bei schneebedecktem Dach immer noch Licht ins Bad einfallen kann. Nur die Platte des Zentralbades mit den sechzehn Fenstern aus blauem spanischen Glas, das an Murano-Glas erinnert, muss von den anliegenden Dachplatten gehalten werden. Oberhalb eines jeden Fensters steht eine glockenblumenförmige Lampe, damit auch am Abend und in der Nacht blaues Licht ins Zentralbad einfällt. Die Dachplatten sind extensiv mit Gras bepflanzt und integrieren sich dadurch in die Landschaft.
Das Verbundmauerwerk der Blöcke wird durch 60.000 auf einen Meter Länge geschnittene Steinplatten aus Valser Gneis (metamorphes Gestein aus Feldspat, Quarz und Glimmer) gebildet. Der Gneis wird traditionellerweise für die Dachziegeln der Häuser in der Umgebung eingesetzt und ist auch heute noch die vorgeschriebene Bedachung der Valser Häuser. Er zeichnet sich durch hohe Bruchfestigkeit, Frostbeständigkeit, Abriebfestigkeit und seine Toleranz für grosse Temperaturschwankungen aus. Der Gneis besteht aus sogenannten «Augen» aus einzelnen Mineralsprossungen, um die sich vor rund 300 Millionen Jahren das Grundgewebe herumgelegt hat. Diese Augen wurden schliesslich durch den Druck bis zu 15 Kilobar und durch die Wärme bis 500 °C der Kontinentalverschiebung vor 50 Millionen Jahren in die Länge gezogen, gewalzt und verformt und so lässt sich heute manchmal an ihnen die damalige Bewegungsrichtung ablesen. Die unterschiedlich dicken Steinplatten wurden von Hand aufeinandergeschichtet, wobei die Dicke einer Schicht sich auf gleicher Höhe durch das ganze Gebäude zieht. Für den Betrachter erscheint die Abfolge der Plattendicken zufällig. Da aber eine einfache Bauweise verlangt war, besteht die Aussenschicht aus einer Abfolge von je drei Platten, die zusammen 15 Zentimeter ergeben.

### Badeebene

Anordnung der Räume und Bäder der Badebene

Peter Zumthor sagt, dass er an konkreter Architektur mit Räumen einer bestimmten Präsenz und Stimmung interessiert sei. Die Räume sind dann umgeben von bestimmten Materialien, und das Gehäuse sei wie ein Instrument. So ist auch in der Therme jeder Block der Badeebene hohl und schafft mit seinem individuellen und sinnlich erfahrbaren Innern einen Kontrast zu seiner harten, massiven und geometrischen äusseren Form. Der Besucher erlebt in den Blöcken eine Begegnung mit dem Wasser (beispielsweise durch Duschen, Trinken, Wasserbäder in verschiedenen Temperaturen oder durch Dampfbäder) oder hat die Möglichkeit zur Entspannung und Erholung (Liegen, Klangbäder oder Massage).
Der Besucher gelangt durch einen bergseitig gelegenen Eingang in die Therme. Die Therapieebene kann durch eine Abzweigung rechter Hand und eine Treppe nach unten erreicht werden. Die gehbehinderten Besucher finden bei dieser Abzweigung zwei speziell eingerichtete Garderoben und eine behindertengerechte Toilette. Zweigt der Besucher nicht ab, sondern geht durch die Drehkreuze, so geht er an einem Boudoir vorbei und findet sich in einem Gang (Trinkhalle) wieder. Fünf Brunnen (Tropfsteine) zieren die rechte Wand dieses Flurs. Aus ihnen fliesst eisenhaltiges Mineralwasser, das den grauen Gneis und den Fussboden kupfrig einfärbt. Linker Hand sind zwei Männergarderoben, zwei Frauengarderoben und eine für Familien untergebracht. Die Garderoben sind mit schwarzen, ledrigen Vorhängen von der Trinkhalle und vom Badebereich abgetrennt. Die Kästen haben rote, mahagonihölzerne, glänzende Türen und bilden zusammen die Wandverkleidung. In der Mitte der Garderobe befindet sich eine mit schwarzem Leder bezogene Sitzcouch. Ausserdem gibt es zwei Umkleidekabinen.
Nach den Garderoben und der Trinkhalle folgt der Toiletten- und Duschbereich. In gleicher Richtung folgt ein Gang zu den zwei Dampfbädern. Vorne befindet sich der Eingang zum Dampfstein und hinten der Eingang zum heisseren Schwitzstein. Der Toilettenbereich befindet sich in der Mitte zwischen den zwei nach Geschlechtern getrennten Duschkammern. Die Duschkammern haben sechs Zellen mit fünf Duschen und einer Fussdesinfektionsanlage. Die Wand der Duschkammer ist schwarz und der Fussboden besteht aus einem ungeschliffenen Terrazzo-Boden aus Kieselsteinen.
Geht der Besucher nun weiter an der Längsseite des Gebäudes entlang, so findet er sich in einem Gang wieder, der demjenigen der Garderobe gleicht. An der rechten Wand hängen auch hier drei kupferfarbene Tropfsteine. Linker Hand befinden sich zwei Eingänge zu den Dampfbädern. Das hintere Dampfbad ist ein Nacktbereich. Jeder Schwitzstein hat einen Eingangsraum mit zwei Duschen. Nach dem Duschraum folgen drei gleich grosse schwarze Kammern, die nur von einem fahlen Oberlicht beleuchtet werden. Die Kammern sind hintereinander angeordnet und mit einem schwarzen Vorhang abgetrennt. Jede Kammer hat links und rechts einen schwarzen Sitz- oder Liegestein, der mit Kaltwasser aus einem schwarzen Schlauch gekühlt werden kann. Im letzten Raum steht der messingfarbene Dampfgenerator; die drei Kammern werden von hier in Richtung Duschraum abnehmend stark mit Dampf durchflutet.
Um in den Bäderbereich zu gelangen, kann der Badegast eine Treppe unmittelbar nach den Umkleidekabinen und dem Duschbereich heruntersteigen. Am Ende dieser Treppe auf der linken Seite liegt der Eingang in das 35 °C warme Klangbad. Es wird auch Resonanzraum, Quellgrotte, Ruhegrotte oder einfach Grottenbad genannt. Um in den eigentlichen Resonanzraum zu kommen, muss der Besucher im Wasser zuerst zweimal um eine Ecke gehen und dann durch einen schmalen und niedrigen Gang waten. Der Resonanzraum hat eine quadratische Grundfläche mit einer Breite von 2,6 Metern. Diese relativ kleine Grundfläche bringt die Höhe des fünf Meter hohen Innenraums besonders zur Geltung. Die Wände im Raum bestehen im Gegensatz zu den Wänden der sonstigen Bereiche nicht aus geschichteten gefrästen Gneisplatten mit einer glatten Seitenfläche, sondern aus geschichteten gebrochenen Platten. Er wirkt deshalb sehr grottenhaft. Die Wände wirken durch die ungeraden Bruchlinien einerseits natürlich, andererseits wegen ihrer exakten horizontalen Aufschichtung sehr künstlich. Das Licht kommt von unterhalb der Wasseroberfläche, so dass an den Wänden ein bewegtes Muster erscheint. Die Wände haben zum Anlehnen oder Festhalten ein Messinggeländer knapp oberhalb der Wasserlinie. Der Raum hat eine eigene Akustik. Sie verstärkt, verändert oder delokalisiert die Klänge (beispielsweise das Summen der Besucher) und erinnert an Klangschalen oder Alphörner.
In der Mitte des Innenbereichs der Therme befindet sich das auf jeder Seite durch Treppen zugängliche, 32 °C warme Zentralbad mit den sechzehn blauen Prismen in der Decke. Das Becken besteht wie die Wände aus Gneisplatten und hat wie sämtliche Bäder der Therme eine Beleuchtung innerhalb des Wasserbeckens, so dass der Besucher sich stets Richtung Licht bewegt, wenn er ins Wasser einsteigt. In den Blöcken um das Zentralbad herum sind in einer Windrad-Anordnung das Kaltbad (14 °C), das Blütenbad (33 °C), der Duschstein mit drei unterschiedlichen Duschen und der Klangstein angeordnet. Das Kaltbad befindet sich in einem relativ kleinen Block. Es hat eine blaue Wand, die den Temperatureindruck des Wassers farblich widerspiegelt. Der Boden des Beckens ist ein glatter Terrazzoboden. Im Blütenbad schwimmen die Kronblätter von gelben Ringelblumenblüten. Davon werden täglich zwei bis drei Handvoll benötigt. Die Wände oberhalb des Wasserspiegels sind schwarz gefärbt und im Wasserbecken weiss. Die Farbkombination gibt den Blütenblättern noch zusätzliche Geltung. Im Eingangsbereich befindet sich eine Dusche, so dass sich Besucher von allfälligen Blütenblättern auf der Haut befreien können. Der Klangstein in der Therme Vals präsentiert eine permanente Klanginstallation von Fritz Hauser, eingespielt auf Klangsteinen von Arthur Schneiter. Im akustisch präparierten Raum sind 2 Liegen installiert. Die Klänge werden über mehrere in den Wänden montierte Lautsprecher abgespielt und es entsteht eine räumliche Wahrnehmung.
Die Musik setzt sich aus rund 100 Einzelaufnahmen auf vier Abspielgeräten immer wieder per Zufallsfaktor neu zusammen. D.h. es ist praktisch unmöglich, die gleiche Kombination von Klängen wieder zu hören. Die Idee dahinter ist, dass der Klangstein – ähnlich wie ein Badebecken – einfach da ist und nach Lust und Laune betreten und verlassen werden kann.

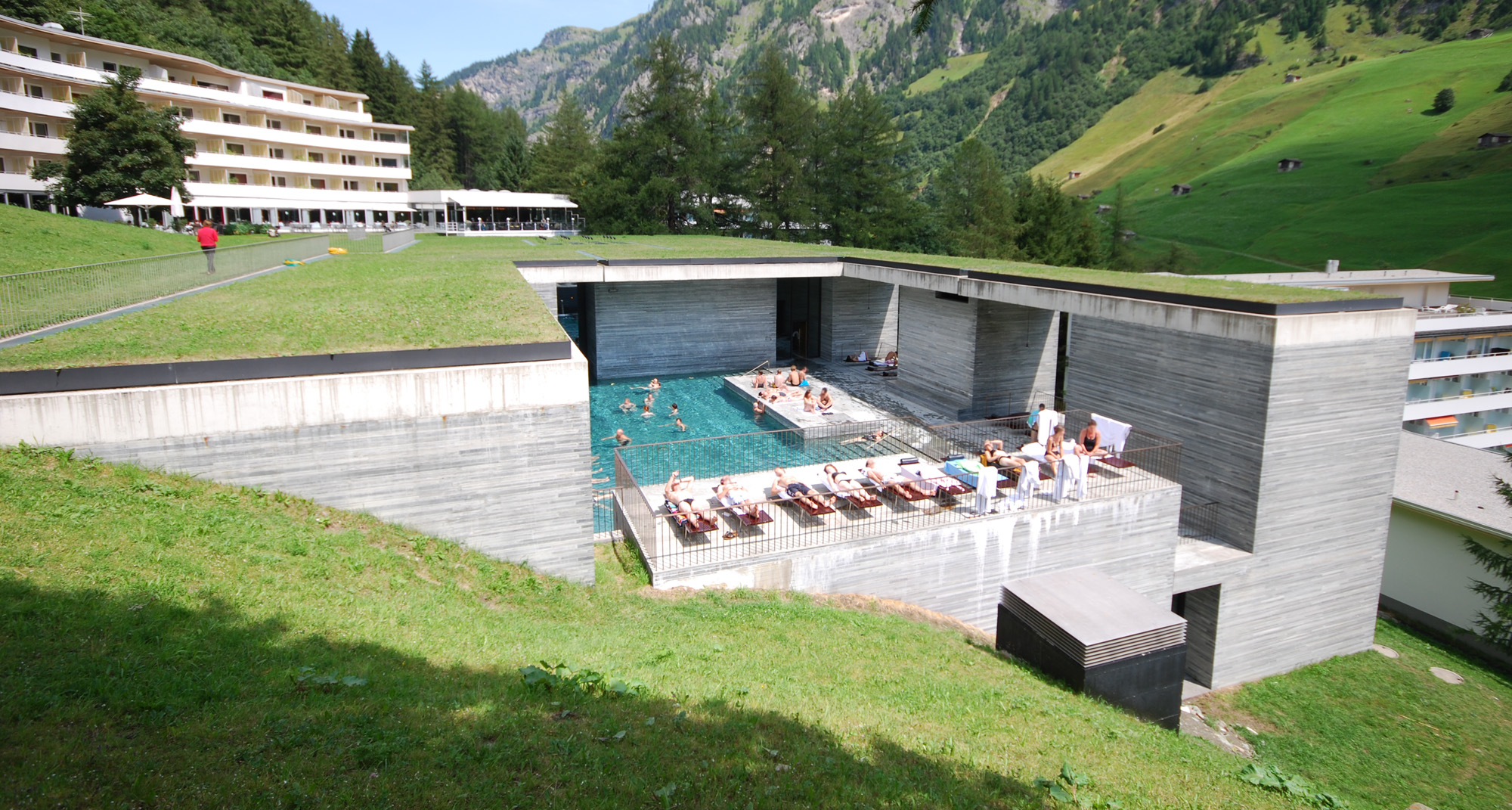
Blick auf das Aussenbad

Auf der Grenze des Aussen- und Innenbereichs befinden sich das 42 °C warme Feuerbad und der Trinkstein. Im Innenraum zur Front hin befinden sich zwei Ruheräume sowie ein Massageraum. Das Feuerbad erinnert aufgrund seiner hohen Wassertemperatur an ein japanisches Onsen. Die Wände sind passend rot gefärbt. Wie das Kaltbad hat es einen glatten Terrazzoboden. Damit sich die Besucher nach dem Feuerbad umgehend abkühlen können, befindet sich der Eingang des Kaltbades unmittelbar gegenüber. Im Trinkstein ist ein Raum verborgen, der mit einer Treppe erreicht werden kann. Die Wände bestehen aus etwa ein Kubikmeter grossen Steinquadern, die auf der dem Innenraum zugewandten Seite poliert, aber an den Rändern gebrochen wurden. Die Quaderflächen zeigen die verschiedenen Muster, Schimmerungen und Grautöne des Gneises. Die Blöcke werden voneinander mit etwa zehn Zentimeter grossen Messingblöcken auf Distanz gehalten. Auf der Wand, die dem Aussenbecken zugewandt ist, ist zwischen den Blöcken eine Messingröhre angebracht und aus ihr fliesst das Wasser der Neubohrung der St. Petersquelle in einem kontinuierlichen Strahl nach unten in ein kleines Abflussbecken im Boden. Um dieses Becken herum befindet sich ein Geländer mit angehängten und angeketteten Messingbechern. Diese können dazu verwendet werden, das Wasser aufzufangen und zu trinken. Das Wasser ist ungefiltert und hat im Gegensatz zum Wasser aus der Flasche einen eisenhaltigen Geschmack.
Zum Aussenbereich gelangt der Badegast auf zwei Arten: Entweder steigt er rechts neben dem Feuerbad über einen Einstieg direkt in das Aussenbecken, oder er geht durch eine Türe zuerst auf das Aussenplateau. Dort ist in einem Block ein Duschraum mit zwei Duschen untergebracht und in einem weiteren Block ein Ruheraum. Eine Treppe führt auf den Liegestein mit mehreren Holzliegen. In der Mitte des Aussenbereichs zwischen hohen Wänden findet der Gast das Aussenbad. Es scheint in das Gebirge eingelassen worden zu sein. Mit der Steininsel in der Mitte wirkt es wie ein Naturbecken. Zwei Einstiege säumen die Steininsel, die im Sommer als zusätzliche Liegefläche dient. Wasser wird durch drei grosse Messinghähne (Massageduschen) ins Becken eingelassen. Die Temperatur des Wassers im Aussenbecken wird abhängig von der Jahreszeit geregelt. Im Sommer ist es leicht kühler (30 °C und 33 °C) als im Winter (36 °C).
Zu Beginn fehlte der Therme eine öffentliche Uhr, weil Peter Zumthor in seiner Therme der Dominanz der Zeit im Alltag keinen Raum geben wollte. Der Auftraggeber bestand aber auf einer Uhr, und so gab der Architekt nach und liess zwei Uhren anfertigen, die je am Ende einer etwa ein Meter langen, vertikal in den Boden eingelassenen Messingstange montiert wurden. Sie haben den Durchmesser einer Taschenuhr. Eine der Stangen steht beim Duschbereich am Eingang zur Trinkhalle, die andere neben der Türe zum Aussenbecken. Sie sollen unaufdringlich wirken und sind den Messinggeländern innerhalb des Bades angepasst.

### Therapie- und Betriebsebene
In der Therapieebene gibt es Warte- und Ruhezonen. Je ein Raum für die Heilgymnastik und für die Unterwassermassage befindet sich bei der Fassade. Fünf Räume sind für klassische Massage eingerichtet. Es gibt einen Raum für das Streckbrett sowie vier Räume für eine Fangobehandlung und eine Fangoküche. Zwei Räume sind mit Medizinalbädern (Sprudelbäder) ausgestattet. Die restlichen Räume sind im Gebäudeinnern und haben keine Fenster. In einem separaten Raum wird Inhalationstherapie angeboten, und in einem weiteren befindet sich ein 36 °C warmes Bewegungsbad.
Die restlichen Räume dieser Ebene gehören zur Organisation und zum Betrieb der Therme. Es gibt Toiletten, eine Teeküche, ein Wäschelager, einen Putzraum, Aufbewahrungsräume für Chemikalien, die Technik für das Blütenbad und das Feuerbad, die Elektrozentrale, die Sanitärverteilung, die Lüftungszentrale, Ozonaufbereitung und Lagerung der Kohlensäure sowie ein Frischwasser- und ein Abwasserreservoir.

### Vergleich mit einem römischen Bad
Die deutsche Kunsthistorikerin Katja Marek vergleicht die Therme Vals mit einem römischen Bad. Die Therme Vals hat viele Analogien, aber auch Unterschiede zur römischen Badekultur, wie sie in der Gegend der heutigen Schweiz, beispielsweise beim Bad auf der Berner Engehalbinsel, vorzufinden war. Die römischen Bäder bestanden aus einem Warmbad (Caldarium), einem Schwimmbecken (Piscina), einem Durchgangsraum (Tepidarium) und einem Kaltbad (Frigidarium). Es waren verschiedene Räume für die Garderobe, den Aufenthalt, die Ruhe und die Massage vorhanden. Sie und das Badewasser wurden durch einen Hypokausten (eine Bodenheizung) erwärmt. Die Thermen hatten meist nach Süden oder Südosten ausgerichtete Fenster. Die flankierenden Ruhe- und Massageräume sowie die Fensterfront sind mit der heutigen Therme Vals vergleichbar. Ebenso entsprechen die gegenüberliegenden Kalt- und Warmwasserbecken, die durch einen kurzen Gang getrennt sind, der römischen Badekultur. Auch dort waren die beiden Becken durch einen kurzen beheizten Wendelgang verbunden. Unterschiede zeigen sich aber in architektonischer Hinsicht, da keine Bäderfolge vorgeschrieben ist. Die römischen Thermen hatten meist einen axialsymmetrischen Aufbau und dadurch eine vorgegebene Abfolge der Spezialbäder.

## Hotelkomplex
Der Hotelkomplex besteht aus einem Haupthaus mit 22 Zimmern sowie dem mit dem Haupthaus verbundenen House of Architects mit 71 Zimmern.
Das halbrunde Haupthaus aus den 1960er Jahren besass vor dem Umbau durch die heutigen Besitzer verschiedene von Peter Zumthor unterschiedlich ausgestattete Zimmer mit Blick auf die Therme und ins Tal. Die Zimmer wurden Provisorien genannt; zu ihrer Grundeinrichtung gehörten von Peter Zumthor entworfene schwarze Schleiflackmöbel. Die weitere Möblierung war bei den einzelnen Zimmern unterschiedlich. Die Möbel wurden von Eileen Gray, Mies van der Rohe, Le Corbusier oder Jasper Morrison entworfen. Die seidenen Vorhänge waren farblich auf den Teppich abgestimmt und unterschieden sich in der Farbe von der anderen Zimmereinrichtung. Die Bettanzüge waren aus Leinen.
Heute befinden sich in der obersten Etage drei Penthouse-Suiten nach Plänen des japanischen Architekten Kengo Kuma. In den drei Etagen darunter befinden sich 19 weitere Suiten und Doppelzimmer, welche im Jahr 2017 umgebaut wurden. Des Weiteren befindet sich die gesamte Restauration im Hotel. Das Restaurant Silver hat unter Mitja Birlo 2 Michelin-Sterne und 18 Gault Millau Punkte. Daneben gibt es das Restaurant Red sowie die Blue Bar. Die Lobby neben dem Red enthält eine Bar und wird für musikalische Darbietungen genutzt. Das Haupthaus ist mit der Therme über eine Treppe und einen Lift verbunden.

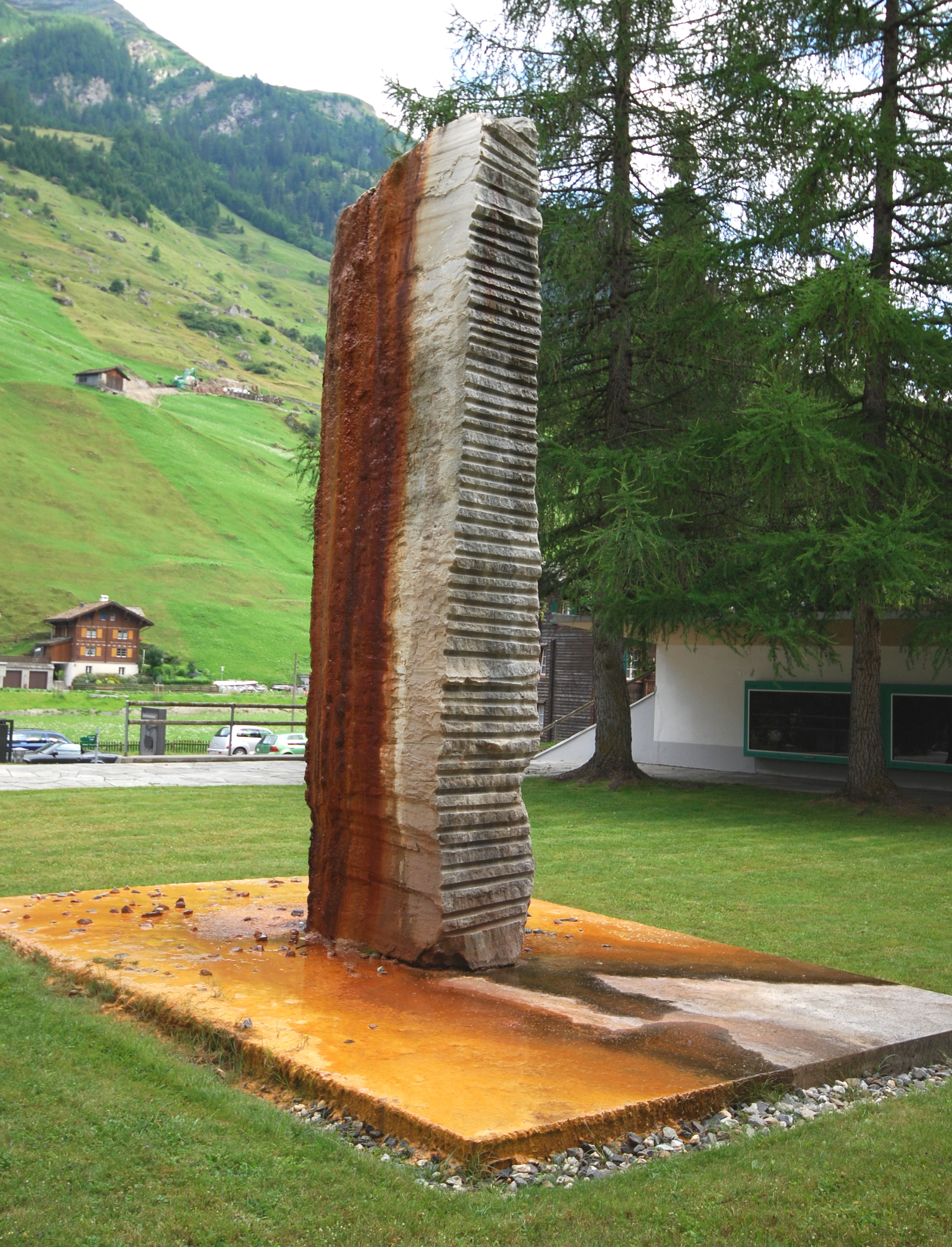
Gneisstele mit rostbrauner Verfärbung, hervorgerufen durch eisenhaltiges Mineralwasser im Hof des Hauses Zerfreila

Das siebenstöckige House of Architects aus den 1960er Jahren ist mit einer doppelstöckigen Brücke mit dem Hauptgebäude verbunden. Im siebten Stock erreicht man den Blauen Saal des Hauptgebäudes und im sechsten Stock die Therme. Seit dem Umbau verfügt das Haus auch über drei Meetingräume, der grösste davon weist 30 Plätze auf. Die Zimmer im «House of Architects by 7132» sind alle von Stararchitekten geplant. Zehn von Peter Zumthor, 18 von Tadao Ando, 22 von Thom Mayne, 23 von Kengo Kuma.
Das Haus Zerfreila steht südlich des Thermalbads und ist über einen Weg mit der Therme verbunden.
Das neunstöckige Haus Tomül aus den 1970er Jahren hat kleine Appartements mit einer schiffskojenartigen Einrichtung und jeweils einer kleinen Küche.

## Rezeption
Über die neue Therme in Vals wurde schon während des Bauens ausführlich berichtet und so strömten bereits kurz nach der Eröffnung etliche Bade- und Architekturtouristen aus dem In- und Ausland in das Bad. Strichen die meisten Zeitungsberichte nach der Eröffnung die positiven Seiten der Therme heraus, beispielsweise das aufs Wesentliche reduzierte Baden oder die besonderen Sinneserlebnisse, so wurde manchmal auch die durch den massiven Besucherstrom oft überfüllte und teilweise sehr lärmige Therme kritisiert und die Ruhe und Besinnlichkeit vermisst.
Peter Zumthor erhielt 1998, zwei Jahre nach der Eröffnung der Therme Vals, den Kulturpreis des Kantons Graubünden mit einem Wert von 15'000 Schweizer Franken. Dabei würdigte die Kulturförderung Graubünden sein architektonisches Schaffen, das sich «durch seinen hohen, kompromisslosen Qualitätsanspruch in formaler, gestalterischer und ideeller Hinsicht» auszeichne, sowie seine Lehrtätigkeit, die zum «internationalen Ruf der gegenwärtigen Bündner Architektur» beigetragen habe. Im selben Jahr stellte die Regierung des Kantons die Therme unter Denkmalschutz, was die Gemeinde Vals als Auszeichnung betrachtete. Ebenso wurde die Therme 1998 als Kulisse für das Musikvideo zum Lied Every Time von Janet Jackson aus ihren Album The Velvet Rope verwendet.